# الرابطة البرلمانية 1983–84
الرابطة البرلمانية 1983–84 (بالإنجليزية: 1983–84 Isthmian League)‏ هو موسم من دوري إسثميان، وهو دوري للأندية شبه المحترفة في إنجلترا، فاز فيه Harrow Borough F.C. ‏.